# Forteresses russes occidentales
Les forteresses russes occidentales sont un système de fortifications construites par l'Empire russe en Europe de l'Est au début du XIXe siècle. Les fortifications ont été construites en trois chaînes à des endroits stratégiques le long de la frontière occidentale de la Russie, principalement pour combattre la menace de la Prusse (plus tard l'Empire allemand) et de l'empire d'Autriche (plus tard l'Autriche-Hongrie), et pour établir la domination russe sur les nouveaux territoires occidentaux. À la fin du XIXe siècle, les fortifications étaient obsolètes et le système a disparu avec l'effondrement de l'Empire russe en 1917.

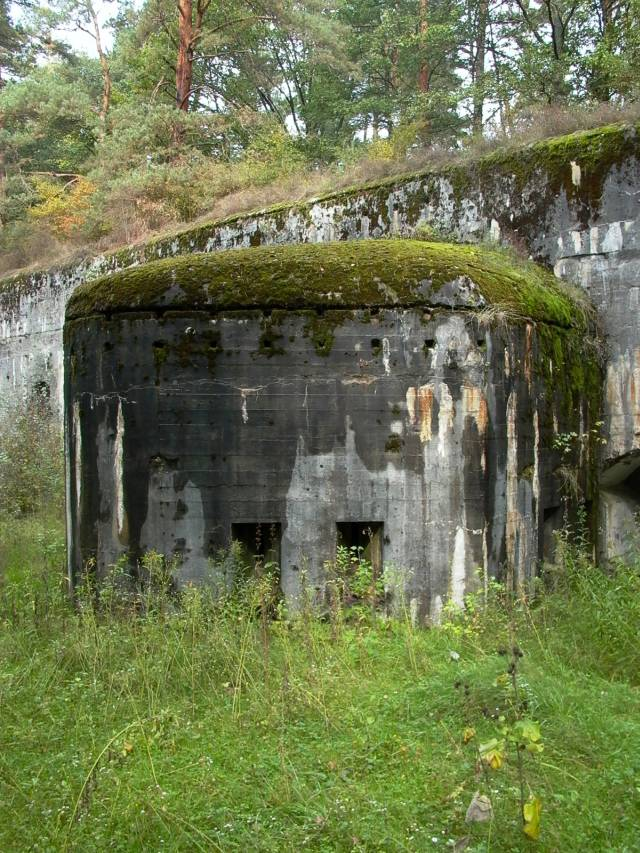
Bunker russe de la forteresse Saint George à Nowy Dwór Mazowiecki en Pologne.

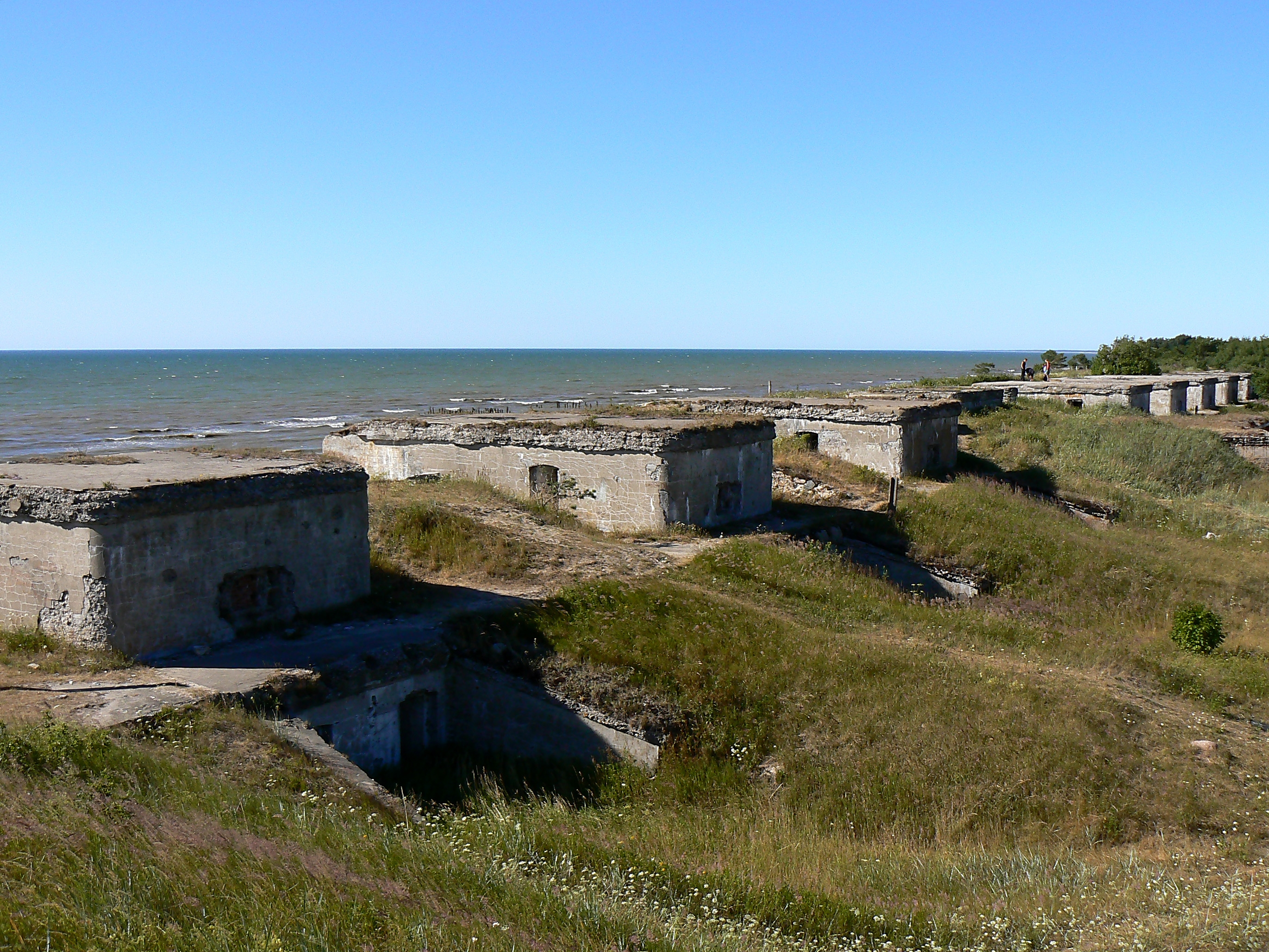
Forteresse navale de Libava, un fort naval russe près de Liepāja en Lettonie.

## Menace polonaise en 1830
Entre 1830 et 1831, l'Empire russe sous le règne du tsar Nicolas Ier a écrasé le insurrection de Novembre, une révolte polonaise contre l'autorité russe sur le royaume de Pologne, à l'époque le territoire le plus occidental de la Russie qui partageait des frontières avec d'autres puissants empires européens tels que l'empire d'Autriche et la Prusse. Le royaume de Pologne, qui conservait jusqu'alors une large autonomie, voit sa constitution abolie et est placé sous la domination directe de la Russie. Afin de maintenir un contrôle sûr sur les terres et de réprimer toute révolte future qui pourrait survenir ici, Nicolas Ier a chargé ses éminents ingénieurs militaires de concevoir un système de fortifications fiable dans cette partie de l'Europe. Le projet approuvé prévoyait la construction de nouvelles fortifications et la reconstruction des anciennes forteresses dans un délai de 10 à 15 ans.

## Construction et développement
Le projet comprenait trois lignes de forteresses :
- La première ligne, appelée ligne de défense du royaume de Pologne, traversait la Pologne du nord au sud et comprenait la forteresse de Modlin[2], la forteresse de Varsovie avec la citadelle de Varsovie et la forteresse d'Ivangorod (actuellement Dęblin).
- La deuxième ligne le long de la rivière Boug occidental comprenait la forteresse de Brest-Litovsk.
- La troisième ligne s'étendait du nord au sud sur 1 000 kilomètres à l'est de la première à travers la Lettonie, la Biélorussie et l'Ukraine actuelles. Elle comprenait la forteresse de Dunabourg à Dvinsk (aujourd'hui Daugavpils en Lituanie), la forteresse de Babrouïsk (en) et la forteresse de Kiev.

La taille étendue du système russe a entraîné des coûts de construction et d'entretien élevés, et les travaux sur les fortifications ont ralenti dans les années 1840, ce qui a conduit certaines forteresses à ne jamais être achevées. L'importance des forts en tant que garnisons militaires déclina au cours des décennies suivantes, certains étant utilisés comme prisons ou entrepôts en plus des casernes.
La guerre franco-allemande de 1870 à 1871 démontra aux Russes la vulnérabilité du système de fortification lorsque les villes françaises de Paris, Metz et Sedan furent prises par les Prussiens alors qu'elles étaient protégées par un système similaire. Une nouvelle artillerie rayée avec une plus longue portée, une plus grande précision et des obus explosifs d'une plus grande puissance destructrice a effectivement rendu les fortifications russes obsolètes.

## Menace allemande et Première Guerre mondiale
Lorsque les relations entre l'Empire allemand et l'Empire russe se sont détériorées dans les années 1880, les fortifications ont connu un regain d'importance, les Russes en modernisant certaines et en ajoutant de nouvelles forteresses modernes entre les anciennes. En 1905, la défaite de la Russie dans la guerre russo-japonaise a amené à repenser la stratégie militaire, en particulier l'idée de concentrer les forces à l'intérieur, loin des frontières, avant que les hostilités ne commencent à gagner en popularité, éliminant ainsi le besoin d'une chaîne de forteresses frontalières.
En 1909, le général Vladimir Soukhomlinov, nouveau ministre de la Guerre de l'Empire russe, projeta de démolir le système de forteresses occidentales, estimant que les forts étaient obsolètes. Le plan de Soukhomlinov a été rejeté par un vote à la Douma impériale. Au lieu de cela, il a été décidé de renforcer et d'étendre le système, et la construction de nouveaux forts était toujours en cours au début de la Première Guerre mondiale en 1914. Lorsque l'Empire russe fut envahi par l'Empire allemand en 1915, la construction des forts fut précipitée dans l'intention de résister derrière les lignes allemandes, mais de nombreuses fortifications furent rapidement capturées par les troupes allemandes. L'effondrement de l'Empire russe en 1917 a rendu le système de forteresses inutile, car une grande partie de celle-ci était désormais située dans des pays indépendants tels que la Seconde République polonaise et les États baltes.